# Záluží (Sušice)
Záluží je malá vesnice, část města Sušice v okrese Klatovy v Plzeňském kraji. Nachází se asi tři kilometry jihovýchodně od Sušice. Záluží leží v katastrálním území Vrabcov o výměře 2,07 km².

## Historie
První písemná zmínka o vesnici pochází z roku 1786.

## Obyvatelstvo
| Rok            | 1869 | 1880 | 1890 | 1900 | 1910 | 1921 | 1930 | 1950 | 1961 | 1970 | 1980 | 1991 | 2001 | 2011 | 2021 |
| -------------- | ---- | ---- | ---- | ---- | ---- | ---- | ---- | ---- | ---- | ---- | ---- | ---- | ---- | ---- | ---- |
| Počet obyvatel | 72   | 60   | 67   | 58   | 61   | 60   | 64   | 51   | 42   | 49   | 38   | 61   | 54   | 45   | 47   |
| Počet domů     | 13   | 11   | 11   | 11   | 11   | 11   | 12   | 15   | 15   | 14   | 12   | 20   | 22   | 23   | 23   |

## Galerie

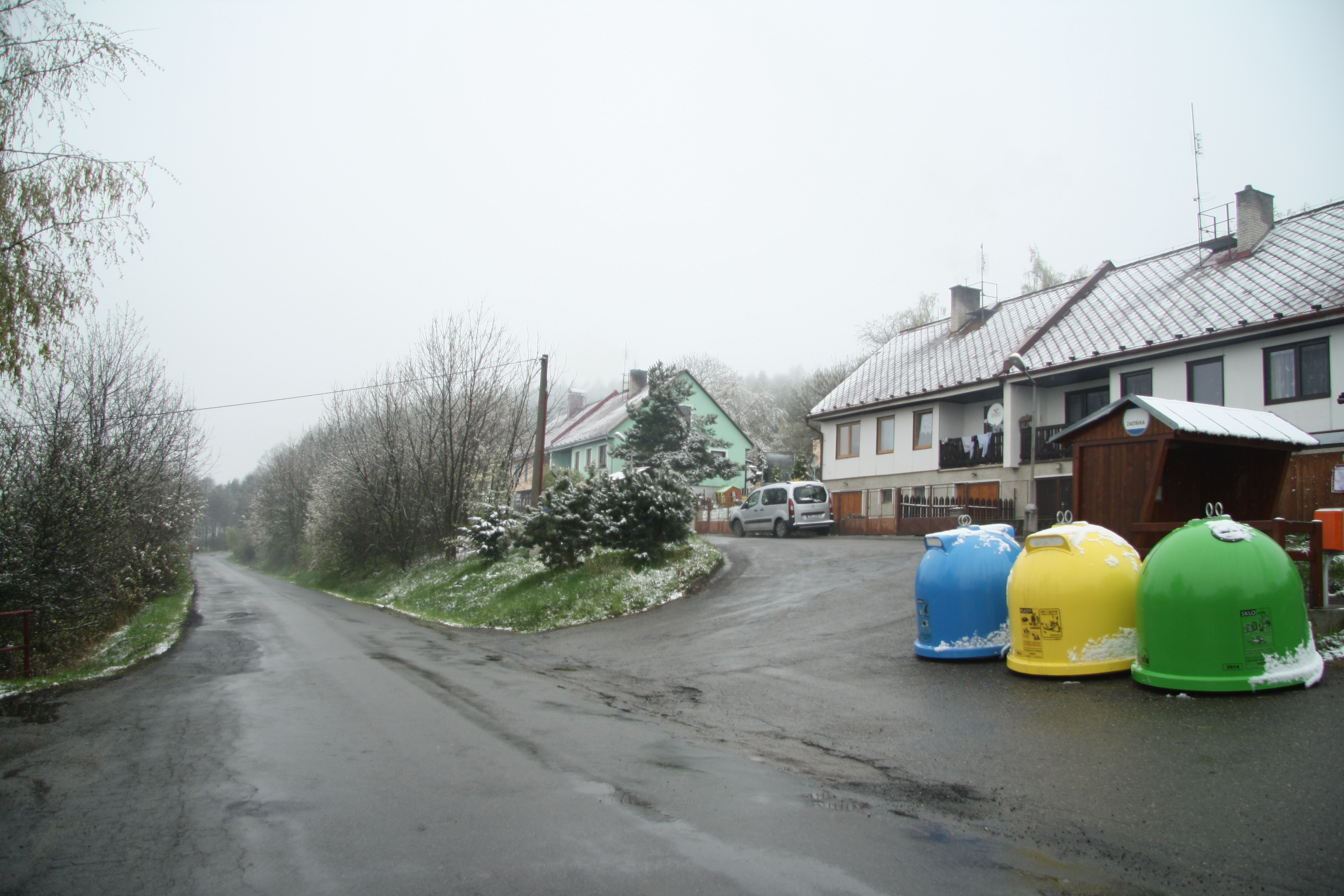
Náves
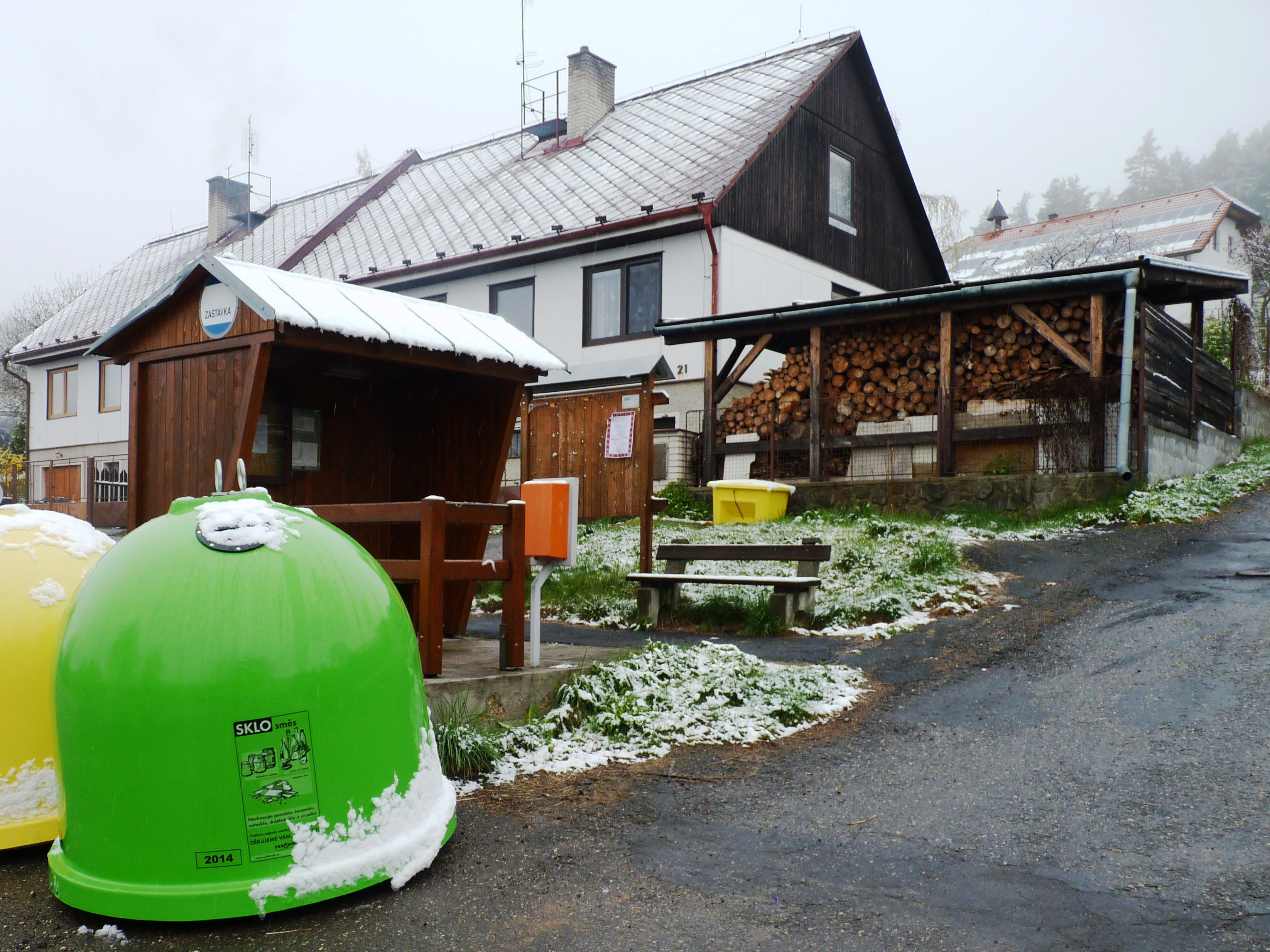
Autobusová zastávka
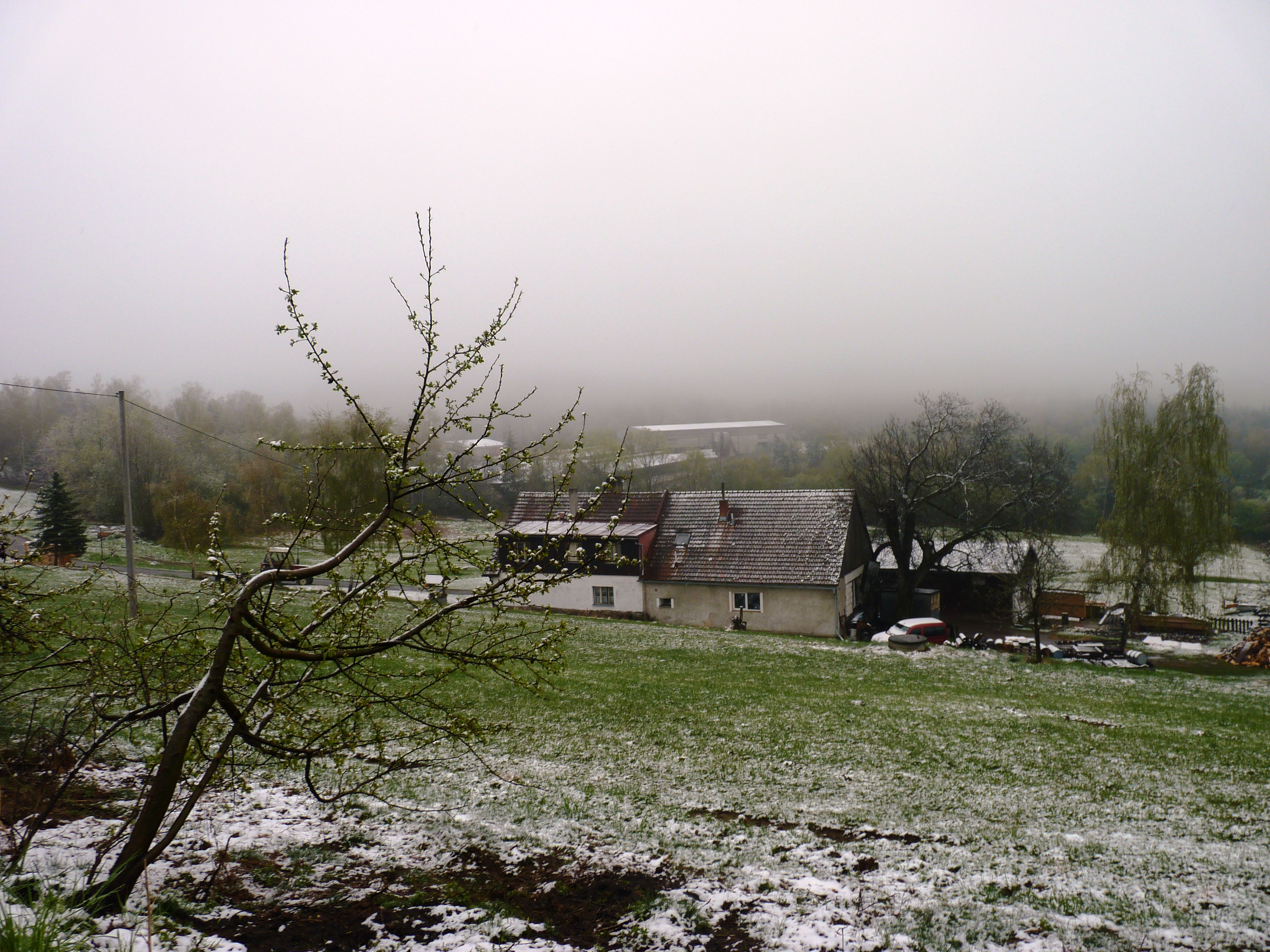
Nízká oblačnost